# Alfonso Barrantes
Alfonso Augusto Barrantes Lingán (San Miguel de Pallaques, 30 de noviembre de 1927 - La Habana, 2 de diciembre del 2000) fue un abogado laboralista y político peruano. Líder histórico de la izquierda peruana que fue alcalde de la ciudad de Lima en el periodo 1984-1986 y postuló dos veces a la presidencial del Perú, siendo en las elecciones del año 1985 y en las del año 1990. Como alcalde se caracterizó por impulsar la creación de programa sociales en favor de la población de extrema pobreza.

## Biografía

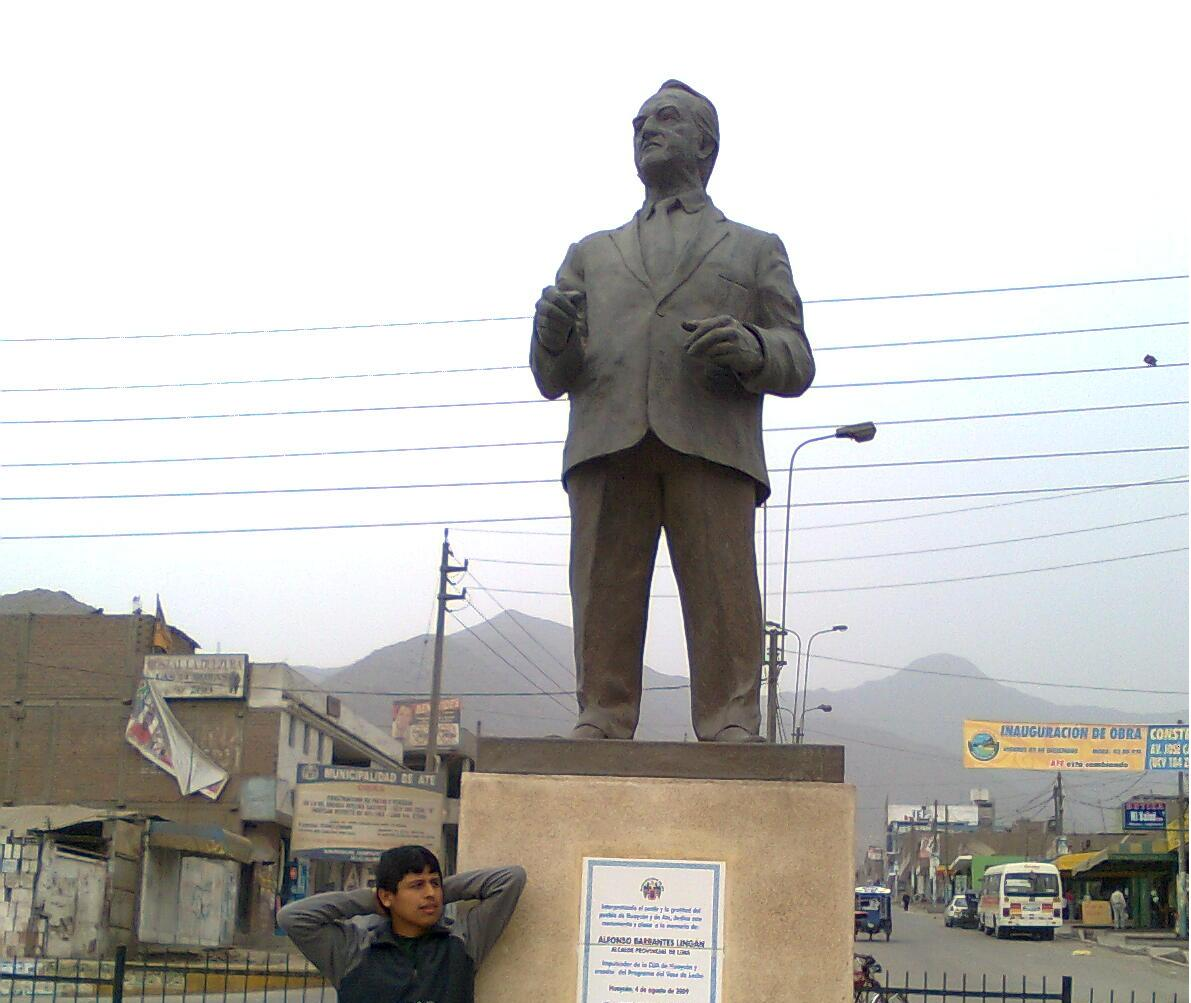
Monumento a Barrantes en Huaycán. Escultura de Franco Ochoa

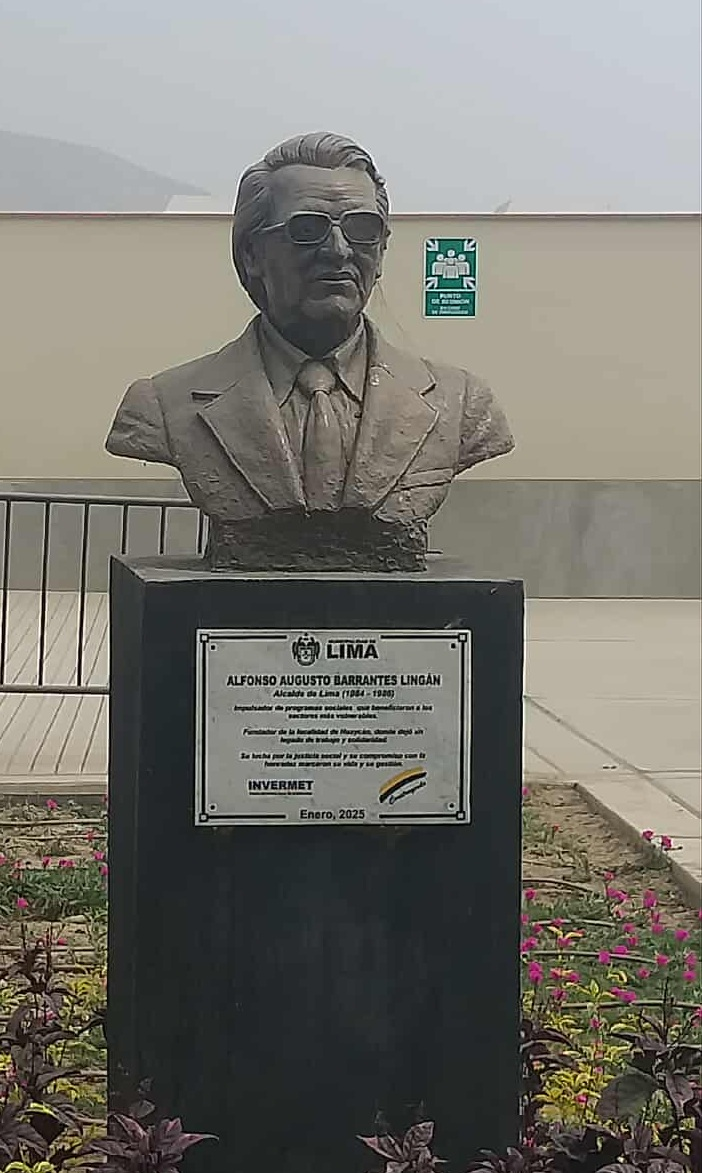
Busto de Barrantes en Huaycán

Alfonso Barrantes nació en la provincia de San Miguel de Pallaques, ubicado en el departamento peruano de Cajamarca, el 30 de noviembre de 1927.  Fue hijo único de Alfonso Barrantes Castañeda, juez cajamarquino, y de Peregrina Lingán Celis.
Cursó sus estudios primarios en el Colegio San Ramón de Cajamarca y continuó su formación secundaria en el Colegio San Juan de Trujillo. Luego Barrantes se trasladó a la ciudad de Lima e ingresó a la Universidad Nacional Mayor de San Marcos, donde estudió Filosofía, Educación y Derecho, obteniendo un bachillerato y su título de abogado. Barrante presentó su tesis, “Asedio a la delincuencia político-social”, una reflexión aguda sobre la represión política en el Perú del siglo XX.
Fue presidente de la Federación de Estudiantes de la Universidad San Marcos.

## Inicios en la política
Desde temprana edad, Alfonso Barrantes se adentró en el ámbito político, influenciado por un familiar suyo vinculado al aprismo. Durante su etapa como estudiante universitario, Barrantes se inscribió en las filas del Partido Aprista Peruano, partido político fundado por Víctor Raúl Haya de la Torre. Colaboró con el Frente Nacional, apoyando la candidatura presidencial de José Luis Bustamante y Rivero y al diputado Felipe Alva. Sin embargo, Barrantes terminó discrepando con los ideales apristas por la dirección del partido, lo que eventualmente lo llevó a distanciarse de ellos en el año 1947.
Tras dejar el aprismo, Barrante decide unirse al Comité Revolucionario que simpatizaba con las ideas socialistas de José Carlos Mariátegui.
Durante el gobierno de Manuel Odría, sufrió persecución política y fue encarcelado en el penal ‘El Frontón’ al ser considerado por los altos mandos del Ejército de ese entonces «un subversivo que obedecía a las órdenes del comunismo internacional». Sin embargo, terminó siendo absuelto.
En el año 1958, siendo dirigente universitario, Barrantes se destacó por su oposición a la entrada de Richard Nixon, entonces vicepresidente de los Estados Unidos de América, a la Universidad Nacional Mayor de San Marcos, en protesta contra el apoyo de EE. UU. a dictaduras en Latinoamérica.
En el año 1960, Alfonso Barrantes se inscribió en el Partido Comunista Peruano. Barrantes era conocido popularmente con el apelativo de “Frejolito”.
En 1978, fundó la Unidad Democrática Popular y, en 1980, la Izquierda Unida, frente que unió a los diversos grupos de izquierda peruanos.

## Alcalde de Lima
En las elecciones municipales de 1983, fue elegido alcalde de Lima para el periodo municipal 1984-1986.
En 1984, funda la localidad Huaycán. Durante su gestión en la Alcaldía de Lima, realizó una gestión socialista que fomentó la instalación de comedores populares en barrios marginales y obras de ayuda social. Fue importante su programa del Vaso de Leche para dar desayuno a los niños de las zonas pobres de Lima.
Otra gestión positiva de su período fue la refacción integral de las pistas de la ciudad realizada en 1986.

Nadie ha podido presentar una denuncia sobre su gestión. Él demostró que el camino de la honradez es el único que tiene vigencia y trascendencia en la historia
Henry Pease

## Candidato presidencial
En las elecciones generales de 1985, Barrantes anunció su candidatura presidencial por la Izquierda Unida. Sin embargo, quedó en 2.º lugar con su partido frente al líder del APRA, Alan García. Aunque debió realizarse una segunda vuelta, Barrantes renunció a su candidatura al ver la cantidad de votos que le llevaba su contrincante. Mantuvo una posición ambigua entre el apoyo y la oposición al Gobierno de este y finalmente su partido se dividió en 1989 entre los izquierdistas liderados por su exteniente alcalde, Henry Pease, y sus propios seguidores en la Izquierda Socialista. 
Izquierda Unida se disolvió definitivamente cuando en 1992 obtuvo una votación por debajo del mínimo requerido para ser considerado partido político y Barrantes se retiró de la vida política.

## Fallecimiento
Falleció de cáncer en La Habana, Cuba, el 2 de diciembre de 2000. Sus restos descansan en el sector Los Sauces del Cementerio Jardines de la Paz en el distrito de La Molina.
Tras su fallecimiento, fue homenajeado por las madres del Vaso de Leche donde asistieron varias personalidades de la política, entre ellos el entonces presidente, Valentín Paniagua, quien lamentó la pérdida de Barrantes y dijo que «Barrantes fue un pionero de la democracia».